# Carlos de Campos Pacheco
Carlos de Campos Pacheco (São Paulo, 10 de junio de 1957) es un deportista brasileño que compitió en judo. Ganó una medalla en los Juegos Panamericanos de 1979 y dos medallas en el Campeonato Panamericano de Judo, en los años 1976 y 1978.

## Palmarés internacional
| Juegos Panamericanos    | Juegos Panamericanos     | Juegos Panamericanos | Juegos Panamericanos |
| Año                     | Lugar                    | Medalla              | Categoría            |
| ----------------------- | ------------------------ | -------------------- | -------------------- |
| 1979                    | San Juan (Puerto Rico)   | Medalla de oro       | –95 kg               |
| Campeonato Panamericano |                          |                      |                      |
| Año                     | Lugar                    | Medalla              | Categoría            |
| 1976                    | Maracaibo (Venezuela)    | Medalla de oro       | –95 kg               |
| 1978                    | Buenos Aires (Argentina) | Medalla de plata     | –95 kg               |